# Megalothorax tuberculatus
Megalothorax tuberculatus is een springstaartensoort uit de familie van de Neelidae. De wetenschappelijke naam van de soort is voor het eerst geldig gepubliceerd in 1993 door Deharveng & Beruete.